# Карапетян, Ашот Илоевич
Ашот Илоевич Карапетян (арм. Աշոտ Իլոյի Կարապետյան; род. 20 апреля 1935) — советский и армянский учёный в области химической физики, доктор геолого-минералогических наук (1980), профессор (1982), член-корреспондент АН Армянской ССР (1990), действительный член Академии наук Армении (1996). Лауреат Государственной премии Армянской ССР.

## Биография
Родился 20 апреля 1935 года в Вагаршапате, Армянской ССР.
С 1953 по 1958 года обучался на геологическом факультете Ереванского государственного университета. 
С 1959 по 1992 год на научно-исследовательской работе в Институте геологических наук АН Армянской ССР — АН Армении в качестве научного и старшего научного сотрудника, заведующего отделом сейсмологии и заместителем директора этого института по науке.
С 1982 по 1993 года помимо научной занимался и педагогической работе в Ереванском государственном университете в качестве профессора геологического факультета. С 1991 по 1993 год одновременно с научной и педагогической занимался руководящей и административной работе в качестве руководителя Геологического управления при Совете министров Армянской ССР —Республики Армения.

### Научно-педагогическая деятельность и вклад в науку
Основная научно-педагогическая деятельность  А. И. Карапетяна была связана с вопросами в области геологии и геохимии, занимался исследованиями в области сейсмологии и металлогения полезных ископаемых. Под его руководством была составлена формационная рудниковая карта Армении и им была предложена технологическая схема по вопросам переработки месторождений Армении.
В 1980 году защитил докторскую диссертацию на соискание учёной степени доктор геолого-минералогических наук. В 1982 году ему присвоено учёное звание профессор. В 1990 году он был избран член-корреспондентом АН Армянской ССР, а в 1996 году — действительным членом Академии наук Армении.  А. И. Карапетяном было написано более ста двадцати научных работ в том числе научных работ опубликованных в ведущих научных журналах.

## Награды
- Государственная премии Армянской ССР[1]